# Chenopodiopsis retrorsa
Chenopodiopsis retrorsa là một loài thực vật có hoa trong họ Huyền sâm. Loài này được Hilliard mô tả khoa học đầu tiên năm 1990.